# Schirgiswalde
Schirgiswalde è una frazione della città tedesca di Schirgiswalde-Kirschau.

## Storia
Schirgiswalde costituì un comune autonomo fino al 1º gennaio 2011.